# ساو دومينغوس داس دوريس
ساو دومينغوس داس دورس بلدية في ولاية ميناس جيرايس في المنطقة الجنوبية الشرقية من البرازيل.